# حذف (بديع)
الحذف عند أهل البديع يطلق على بعض المحسّنات الخطية. وبهذا المعنى ليس من علم البديع حقيقة وإن ذكره البعض فيه أي في علم البديع، ولعله جعله من الملحقات وهو إسقاط الكاتب أو الشاعر بعض حروف المعجم من رسالته أو خطبته أو قصيدته.

## تعريف
أورد في مجمع الصنائع الحذف هو أن يلتزم الكاتب أو الشاعر بأن لا يستعمل كلاما فيه حرف معيّن أو أكثر، سواء كان الحرف معربا أو معجما. والحذف المعتبر في هذه الصناعة هو قسمان: تعطيل ومنقوط.
وقد ذكر صاحب جامع الصنائع أنّ الطرح بمعنى الحذف. والأنسب باصطلاح الصرفيين أنّ الحذف هو إسقاط حرف أو أكثر أو حركة من كلمة. وسمي إسقاط الحركة بالإسكان.

## أمثلة

### سور
- الفاء: الفاتحة
- الهاء: الفلق والعصر
- الميم: الكوثر
- الكاف: الفلق والعصر وقريش